# كليمنس وايس
كليمنس وايس (بالألمانية: Clemens Weiss)‏ هو فنان ألماني، ولد في 26 سبتمبر 1955 في دوسلدورف في ألمانيا.